# Кац, Абрам Давидович
Абрам Давидович Кац (1910, Петрозаводск — 1993, Санкт-Петербург) — советский инженер и архитектор.

## Биография
Родился в Петрозаводске. В довоенных проектах фигурирует как гражданский инженер. Например в коллективе, который под руководством А. И. Гегелло создавал конкурсный проект Ленинградского Дома Советов. В мобилизационной карточке 1942 года в графе «гражданская профессия» стоит уже «архитектор». После войны, в соавторстве с А. И. Гегелло, А. Д. Кац в роли архитектора проектирует малоэтажные жилые кварталы в районе Волковского проспекта. В 1950-м году совместно с Б. Н. Журавлёвым создает единый проект для домов 174/8, 172/2, 172/3, 172/7, 172/6 по Московскому проспекту и дома 11 по ул. Решетникова. Позднее участвует в проектировании многих жилых домов в том же районе. В частности, совместно с С. Б. Сперанским проектировал дома 224 и 207 по Московскому проспекту, формирующие ансамбль площади Победы в месте её соединения с Московским проспектом. Совместно с С. Б. Сперанским и В. С. Васильковским спроектировал здание ленинградского телецентра (проект 1954—1956 годов, постройка 1960—1963 годов).